# Anders Fägerstierna
Anders Fägerstierna, född 26 april 1681 i Stockholm, död 21 juni 1728 i Stockholm, var en svensk lagman. 

## Biografi
Anders Fägerstierna föddes 1681 i Stockholm. Han var son till landshövdingen Håkan Fägerstierna i Östergötlands län och Christina Canterhielm. Fägerstierna blev 7 januari 1695 student vid Uppsala universitet och blev sedan häradshövding i Bobergs, Gullbergs, Bråbo och Finspånga läns häraders domsaga. Han blev 2 oktober 1716 assessor i Göta hovrätt och 1718 lagman i Kronobergs läns lagsaga. Senare år 1718 blev han ordningsman i Kronobergs läns lagsaga och 11 maj 1721 revisionssekreterare. Fägerstierna avled 1728 i Stockholm.
Han ägde gården Eköen i Risinge socken.

### Familj
Fägerstierna gifte sig 11 januari 1706 med Gertrud Hoghusen (1683–1734). Hon var dotter till landshövdingen Johan Hoghusen  i Uppsala län och Helena Trotzig.